# Рабирии
Рабирий (на латински: Gens Rabiria, Rabirius) e име на римски род от късната Римска република.
Познати с това име:
- Гай Рабирий, римски сенатор, защитаван от Цицерон през 63 пр.н.е.[2]
- Гай Рабирий Постум, римски конник, сенатор, защитаван от Цицерон 54 пр.н.е.
- Рабирий (философ), 1 век пр.н.е.[3]
- Гай Рабирий (поет), поет, епик от августовото време
- Рабирий (архитект), архитект по времето на Домициан